# Hollandsmühle
Hollandsmühle ist ein Ortsteil in Oberodenthal in der Gemeinde Odenthal im Rheinisch-Bergischen Kreis. Er liegt im Scherfbachtal zwischen Höffe und Amtmannscherf.

## Geschichte
Herzog Wilhelm von Jülich-Berg verlieh 1479 seinem Türwärter Johann von Steinen in Anerkennung der Dienste, die dieser ihm und seinen Eltern geleistet hatte, den Mühlenbann (gezwanck undt gemaell) in den Honschaften Scherf (Scherffen) und Breidbach (Breidtbach) im Kirchspiel Odenthal für die von ihm neu errichtete Mühle an der „Hollandtwiesen up der Scherffen“.
Die Topographia Ducatus Montani des Erich Philipp Ploennies, Blatt Amt Miselohe, belegt, dass der Wohnplatz 1715 mit mühl bezeichnet wurde. Carl Friedrich von Wiebeking vermerkt die Hofschaft auf seiner Charte des Herzogthums Berg 1789 mit einem Mühlenzeichen. Aus ihr geht hervor, dass Hollandsmühle zu dieser Zeit Teil von Oberodenthal in der Herrschaft Odenthal war. Während des Spanischen Erbfolgekriegs hatten auch die Odenthaler ihre Beiträge zur Landesverteidigung zu leisten. In diesem Zusammenhang wird unter anderem jemand mit dem Namen Hollandtsmüller aufgelistet. Er hatte 1 Faschine und 3 Pfähle zu stellen.
Im 19. Jahrhundert wurde festgehalten, dass die Ortschaft weniger als 7,5 km von der Pfarrkirche St. Pankratius entfernt war und damit zum Pfarrbezirk Odenthal gehörte.
1828 wurde Hollandsmühle zusammen mit den Mühlen Funkenhof, Scharrenberg und Stein mit insgesamt 69 Einwohnern erwähnt.
Der Ort ist auf der Topographischen Aufnahme der Rheinlande von 1824 und auf der Preußischen Uraufnahme von 1840 als Hollandsmühl verzeichnet. Ab der Preußischen Neuaufnahme von 1892 ist er auf Messtischblättern regelmäßig mit dem Namen Hollandsmühle verzeichnet.
Den älteren Karten ist zu entnehmen, dass die Mühle durch einen angelegten Mühlbach angetrieben wurde, dessen Wasser dem Scherfbach entnommen wurde und der schließlich wieder in ihm mündete. Der Verlauf des Mühlbachs entspricht ungefähr der heutigen Scherfbachtalstraße. Heute ist von der Mühle nichts mehr zu sehen.
| Jahr | Einwohner | Wohn- gebäude | Kategorie   |
| ---- | --------- | ------------- | ----------- |
| 1822 | 09        |               | Mühle       |
| 1845 | 07        | 1             | Wassermühle |
| 1871 | 12        | 2             | Mühle       |
| 1885 | 05        | 1             | Wohnplatz   |
| 1895 | 05        | 1             | Wohnplatz   |
| 1905 | 06        | 1             | Wohnplatz   |

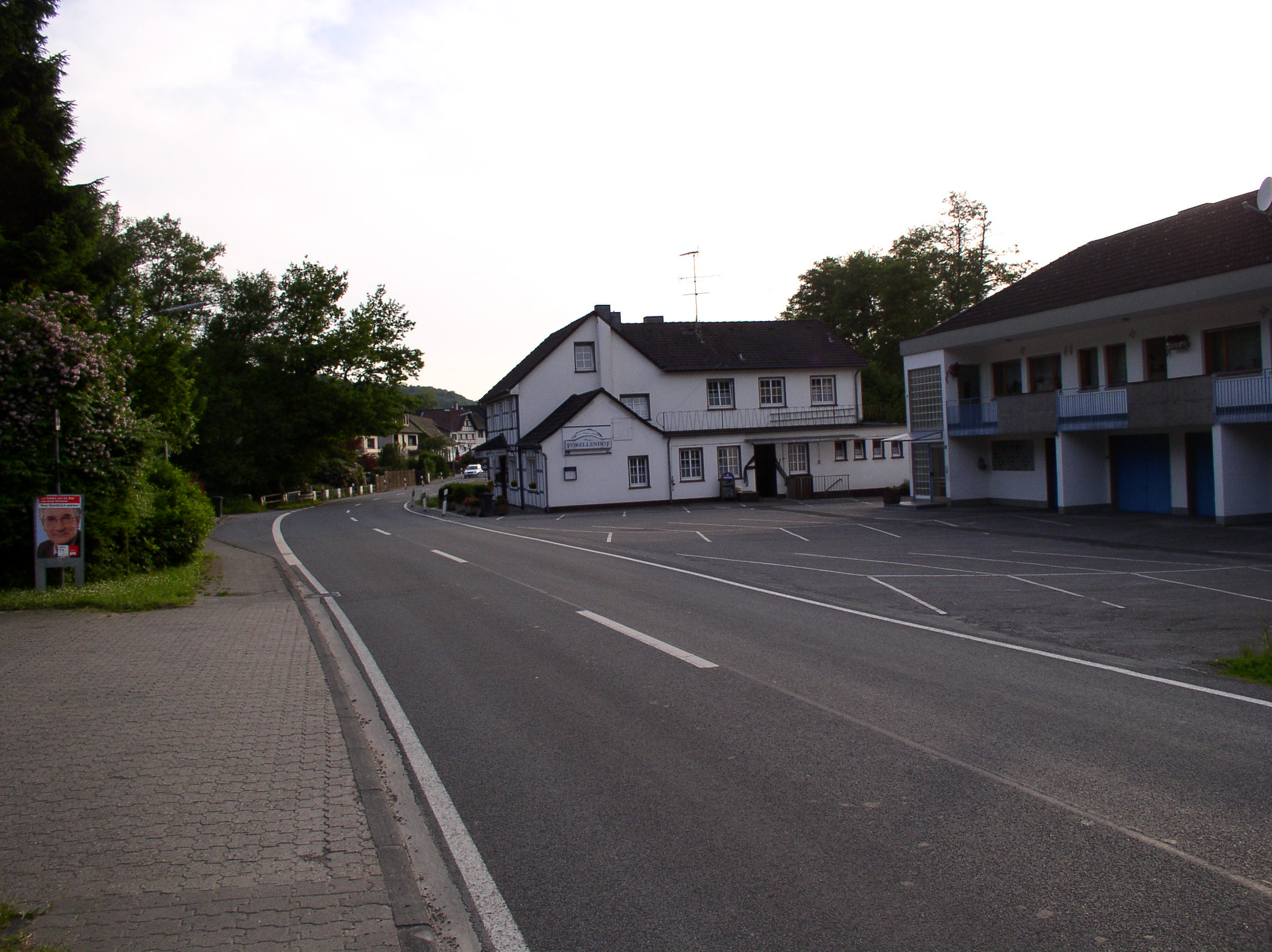
Ansicht in Hollandsmühle